# 阿克斯塔法區
阿克斯塔法區是阿塞拜疆的一個區，位於該國西北部，南為亞美尼亞，北鄰格魯吉亞。面積約1,504平方公里，人口75,614人。首府阿格斯塔法。
1939年自哈薩克區析出。